# Fugue en sol mineur, BWV 578
Pour le film, voir Fugue en sol mineur.

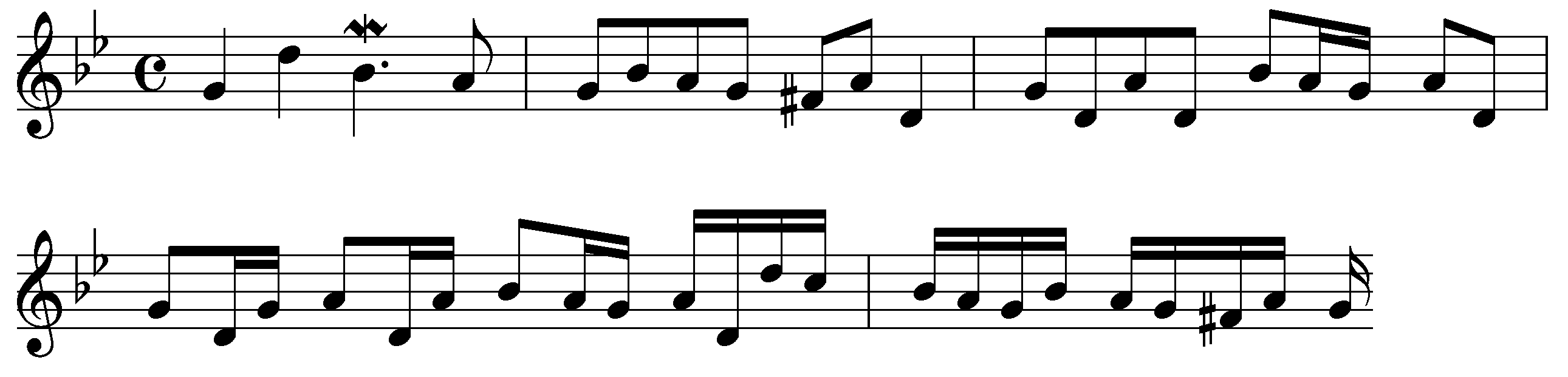
Thème

La fugue en sol mineur, BWV 578 est une pièce pour orgue composée par Jean-Sébastien Bach durant ses années à Arnstadt, entre 1703 et 1707.

## Histoire
La fugue en sol mineur est l'une des fugues les plus connues de Bach. La première source en est, chronologiquement, le recueil manuscrit dit Andreas Bach Buch du nom d'un de ses possesseurs — conservé à la Musikbibliothek de la Stadtbibliothek de Leipzig, III.8.4 et contenant 57 pièces pour clavier par différents compositeurs, recueil compilé par Johann Christoph Bach († 1721), d'Ohrdruf, frère aîné de Jean-Sébastien Bach.
Les premiers éditeurs de cette fugue de Bach ont attaché au titre la mention de « Petite » pour la distinguer de la Grande fantaisie et fugue en sol mineur, BWV 542 qui est plus longue et porte la mention « Grande ».

## Composition
Dans cette fugue, Jean-Sébastien Bach utilise l'une des plus célèbres techniques du compositeur Arcangelo Corelli : l'imitation à deux voix en double-croches, d'abord à la quarte supérieure puis retour au niveau d'origine.

## Transcription
Leopold Stokowski en a réalisé une transcription pour grand orchestre, publiée en 1950, et en a effectué plusieurs enregistrements dont un en 1958, avec son propre orchestre, accompagné notamment d'autres de ses transcriptions de Bach pour le label Capitol et EMI. La partition est reprise par d'autres chefs, tels Robert Pikler (Chandos) et Esa-Pekka Salonen (Sony).

## Utilisation dans la culture populaire
La musique d'ouverture de la série d'animé japonaise Jikuu Tenshou Nazca, Ai no Fugue, est très largement inspirée de cette fugue.
Cette fugue est utilisée en introduction du morceau Red Baron, de Sabaton, sur l'album Great War (2019).
Elle illustre également l'un des niveaux puzzle du jeu Catherine : Full Body (Atlus Games)